# Saint-Romain, Puy-de-Dôme
Saint-Romain är en kommun i departementet Puy-de-Dôme i regionen Auvergne-Rhône-Alpes i centrala Frankrike. Kommunen ligger i kantonen Saint-Anthème som tillhör arrondissementet Ambert. År 2022 hade Saint-Romain 197 invånare.

## Befolkningsutveckling
Antalet invånare i kommunen Saint-Romain
| Referens: INSEE |